# Whyalla
Whyalla est la troisième plus grande ville d'Australie-Méridionale après Adélaïde et Mount Gambier. C'est un port situé sur la côte est de la Péninsule d'Eyre.

## Histoire
La ville a été fondée (tout comme Hummock's Hill en 1901 par la Broken Hill Proprietary Company (BHP)) au bout d'une ligne de tramway qui transportait le minerai de fer des Middleback Ranges pour qu'il soit utilisé dans les fonderies de plomb à Port Pirie comme fondant. Une jetée a été construite pour transférer le minerai. L'établissement comprenait des petits chalets et tentes regroupées autour de la base de la colline. Le bureau de poste ouvert en 1901 à Hummock's Hill a été rebaptisé Whyalla le 1er novembre 1919 lors de la fusion des deux communes.
Le milieu aride et le manque naturel de ressources en eau douce, fait qu'il était nécessaire d'importer l'eau dans des barges à partir de Port Pirie.

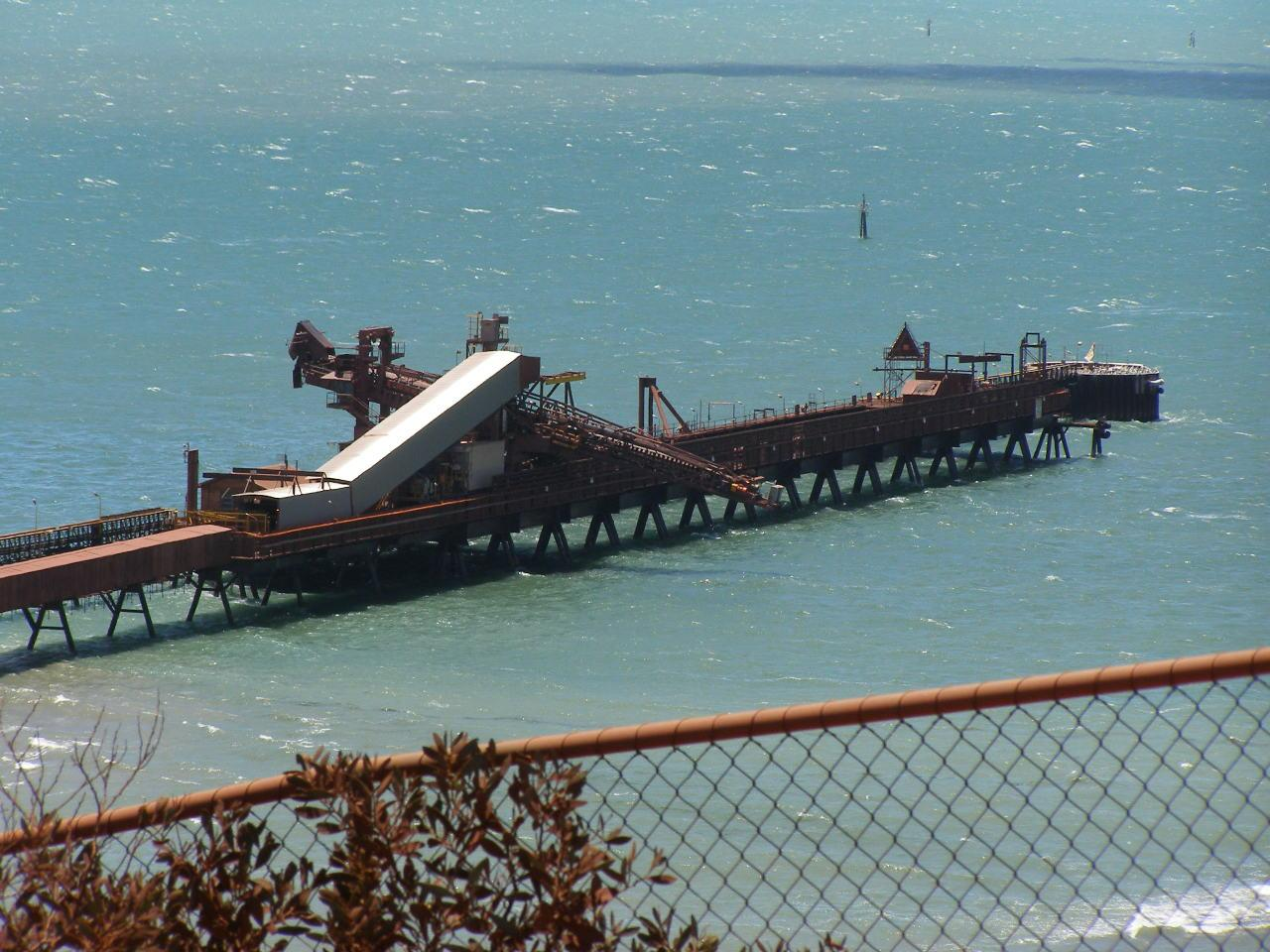
Le port minéralier de Whyalla

En 1905 la première école de la ville a ouvert. Elle a été appelée à l'origine Hummock Hill School et a ensuite été rebaptisé en conséquence Whyalla Primary School puis Whyalla Higher Primary School. Le nom actuel de l'école est maintenant Whyalla Town Primary School.
Le 16 avril 1920, la ville a été proclamée comme étant Whyalla. Le transporteur de minerai sur le quai a été amélioré et le minerai a commencé à être expédié aux aciéries nouvellement construites de Newcastle en Nouvelle-Galles du Sud. La ville a ainsi grandi lentement jusqu'en 1938.
Le BHP Indenture Act, proclamée en 1937, a donné l'impulsion pour la construction d'un haut-fourneau et du port. En 1939, le haut-fourneau et le port ont commencé à être construits et un engagement en faveur d'un pipeline détourant de l'eau du fleuve Murray a été faite. Un chantier naval est construit pour construire des navires de la Royal Australian Navy. La population augmente alors de façon spectaculaire et de nombreuses nouvelles installations, notamment un hôpital et des abattoirs, ont été bâtis.

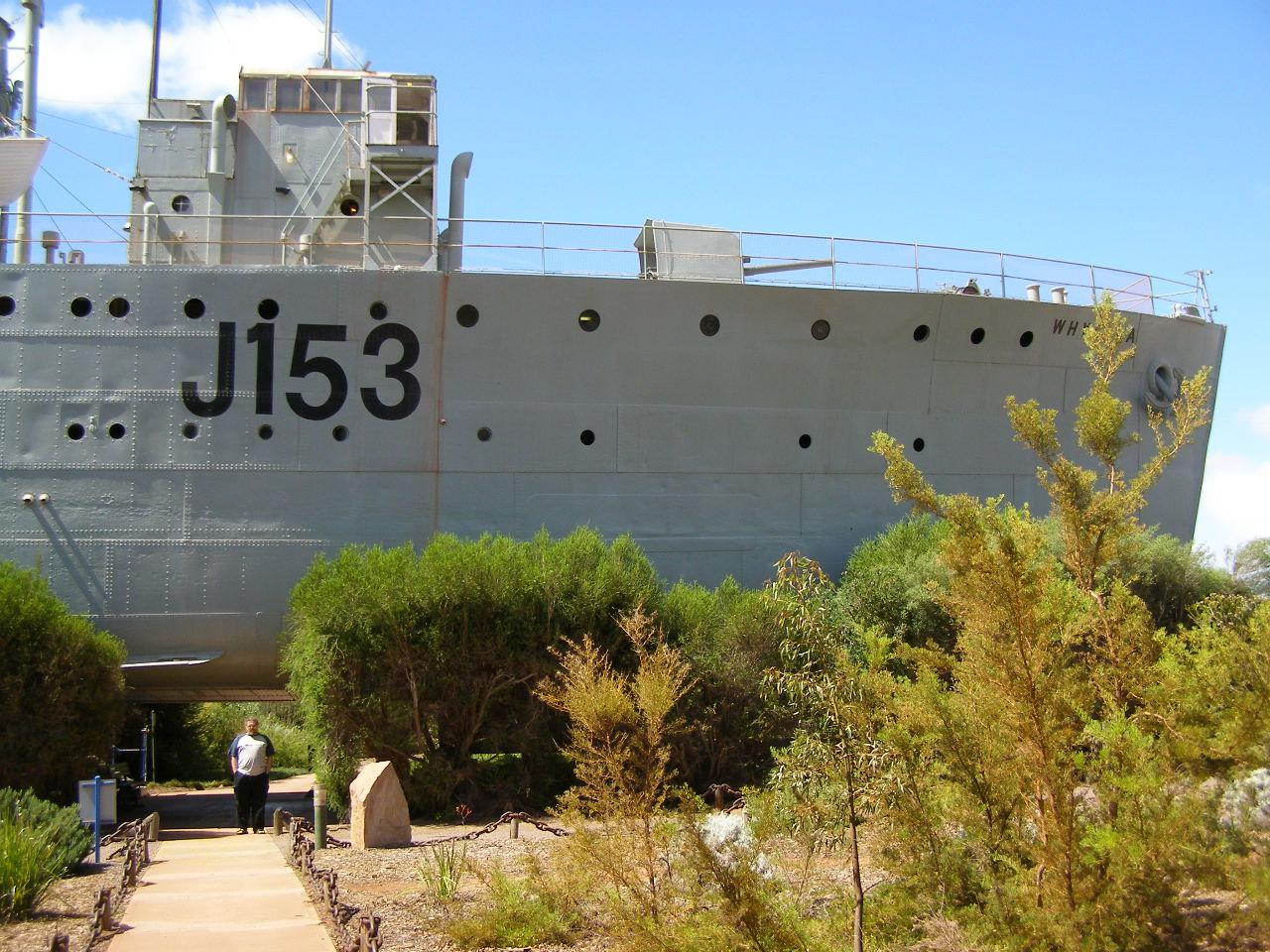
Le HMAS Whyalla

En 1941, le premier navire du nouveau chantier naval, HMAS Whyalla, est lancé et le haut-fourneau est opérationnel. En 1943 la population a alors plus de 5 000 habitants. Le 31 mars 1943, le pipeline détournant de l'eau du fleuve Murray au niveau de Morgan devient opérationnel. En 1945 la ville est désormais contrôlée en même temps par la compagnie et par l'administration publique; et le chantier se met à produire des navires commerciaux. En 1948 de nombreuses personnes commencent à arriver d'Europe.
En 1958, la Société décide de construire des aciéries intégrées à Whyalla. Elles ont été achevés en 1965. L'année suivante, le sel commença à être récolté et les fours à coke ont été construits. La population augmente très rapidement, et la South Australian Housing Trust construit 500 logements par an pour faire face à la demande. Les plans pour une ville de 100 000 sont tracés par le Departement of Lands. Un deuxième pipeline relié à Morgan a été construit en conséquence.
En 1970, la Ville devient entièrement dirigée par l'administration publique. La concurrence des constructeurs de navires japonais a entraîné la fermeture des chantiers navals en 1978, qui étaient à l'époque les plus importants en Australie. Il y a eu un pic de population de 33000 en 1976, puis la population a chuté rapidement. Un déclin de BHP dans l'industrie sidérurgique depuis 1981 a également touché l'emploi.
La division BHP grandes productions a été cédée en 2000 pour former OneSteel qui est le seul constructeur de voies ferrées et de traverses en acier en Australie.
À partir de 2004 le nord de l'Australie-Méridionale jouit d'un essor et Whyalla se trouve bien placée pour tirer parti des nouvelles entreprises, étant situé sur le bord du Craton de Gawler. La ville a connu une reprise économique et la population augmente lentement tandis que le taux de chômage est tombé à un niveau plus correct.
À la fin de 2006, le Conseil municipal de Whyalla a commencé à planifier une nouvelle zone industrielle proche de celle de l'usine OneSteel de Whyalla.

## Climat
Whyalla a un climat semi-aride (Köppen: BSk), avec des étés chauds et des hivers doux. La pluviométrie est basse: 270,4 mm par an, avec un léger maximum d'hiver. La température la plus élevée enregistrée est de 48,5 ºC le 24 janvier 2019, tandis que la température la plus basse est de −3,2 ºC le 12 juin 1984 et le 16 juillet 1982.
| Mois                                            | jan. | fév. | mars | avril | mai  | juin | jui. | août | sep. | oct. | nov. | déc. | année |
| ----------------------------------------------- | ---- | ---- | ---- | ----- | ---- | ---- | ---- | ---- | ---- | ---- | ---- | ---- | ----- |
| Température minimale moyenne (°C)               | 17,9 | 17,8 | 15,7 | 11,9  | 8,8  | 6,1  | 5,3  | 6    | 8,2  | 10,8 | 14   | 16   | 11,5  |
| Température maximale moyenne (°C)               | 30,2 | 29,6 | 27,4 | 24    | 20,5 | 17,3 | 17,1 | 18,5 | 21,7 | 24,1 | 26,5 | 28,3 | 23,8  |
| Record de froid (°C)                            | 5,9  | 7,8  | 5,5  | 2,2   | −0,4 | −3,2 | −3,2 | −2   | 0    | 0,3  | 4,4  | 4,7  | −3,2  |
| Record de chaleur (°C)                          | 48,5 | 48   | 44,1 | 40,4  | 32,9 | 26,3 | 27   | 32   | 38   | 42,1 | 45,5 | 46,8 | 48,5  |
| Précipitations (mm)                             | 20,6 | 21,9 | 17,1 | 21,5  | 22,8 | 27,5 | 21,3 | 21,4 | 25,4 | 22,9 | 23,6 | 24,7 | 270,4 |
| dont nombre de jours avec précipitations ≥ 1 mm | 1,9  | 2,1  | 2,4  | 2,9   | 4,7  | 4,9  | 4,3  | 4,6  | 4    | 3,7  | 3,1  | 3,1  | 41,7  |
| Humidité relative (%)                           | 38   | 40   | 40   | 44    | 49   | 54   | 53   | 48   | 44   | 41   | 39   | 41   | 44    |

## Démographie
Selon le recensement de 2006 la population de la zone recensé de Whyalla est de 21122 personnes, ce qui en fait la deuxième plus grande zone urbaine de l'État en dehors de Adélaïde. Environ 50,6 % de la population sont des hommes, 73 % sont nés en Australie, plus de 86,3 % des habitants sont des citoyens australiens et seulement 3,6 % font partie des populations autochtones. Les domaines qui emploient le plus sont la fabrication de métaux (17,9 %), l'éducation nationale(5,8 %) et la santé (4,8 %), tandis que le taux de chômage est d'environ 8,9 %. Le revenu moyen hebdomadaire des ménages est 744 AU$ ou plus par semaine, alors qu'il est de 924 AU$ à Adélaïde. 19,7 % de la population s'identifie comme catholique, alors que plus 29,8 % ne s'identifient à aucune religion du tout.
En 2007 le Bureau Australien des Statistiques estiment qu'à Whyalla il y a 22612 habitants, soit une augmentation de 1,3 % par rapport à l'année précédente. Ce qui constitue la plus forte croissance depuis les années 1974-75.

## Administration

### Élections locales et fédérales
Whyalla fait partie de la circonscription électorale de Giles, qui est tenue depuis 1997 par le député travailliste Lyn Breuer. Le siège est détenu avec une marge de 14,4 %. Dans la politique fédérale, la ville fait partie de la division de Grey et est représentée par le député libéral Rowan Ramsey depuis 2007. Le siège est tenu avec une marge de 8,86 % et considéré comme un fief libéral. Les résultats sont montrés du plus grand bureau de vote dans Whyalla Norrie; qui est localisé à l'École primaire Avenue Nicholson.

### District local
Whyalla est située dans le secteur de la cité de Whyalla (avec quelques secteurs peu peuplés aux alentours).

## Transports
Une voie étroite soi-disant de tramway fut construit vers Iron Knob pour fournir du minerai de fer originellement utilisé comme fondant lors de la fusion avec le minerai de cuivre. Ce minerai devint à la base des aciéries. Comme Iron Knob les gisements s'épuisaient, le chemin de fer a été détourné vers d'autres sources de minerai à Iron Monarch, Iron Prince, Iron Duke et Iron Baron.
Bien que l'aciérie produisait des rails de chemin de fer, pendant plusieurs décennies, il n'y eut pas de liaison ferroviaire vers le continent. Enfin, en 1972, une voie normale en lien vers Port Augusta a été achevée.
Une partie du minerai de fer est exporté à partir de Whyalla. En 2007, des mesures ont été prises pour l'exportation du minerai de fer de Knob Peculiar, à 600 km de là.
Whyalla est desservie par l'aéroport de Whyalla, avec des vols Regional Express de Whyalla à Adelaide plusieurs fois par jour. Le 31 mai 2000, le Whyalla Airlines Vol 904 (enregistrement VH-MZK) s'est écrasé dans le golfe Spencer en raison d'une panne moteur à la mi-vol. Les 8 personnes à bord (1 pilote, 7 passagers) sont morts.

## Tourisme
Le HMAS Whyalla était une corvette de la Seconde Guerre mondiale. Ce fut le premier bateau construit à Whyalla et il en garda le nom. Le bateau a été racheté comme attraction touristique en 1987 et devint la principale attraction du Musée maritime de Whyalla.
Dans les années 1990, la migration annuelle des seiches géantes australiennes (Sepia apama) vers la zone de récif au nord de Whyalla près de Black Point et de Point Lowly fut observée par des observateurs internationaux. Il est également venu à l'attention des plongeurs de Whyalla, que la même zone dans laquelle se trouvaient les seiches, quelques mois plus tard, était le lieu de rassemblement pour les calmars, qui y viennent aussi pour se reproduire. Cela attira l'attention des autochtones seulement en 2005. Il y a aussi des dauphins qui fréquentent le port de plaisance.
La Whyalla Conservation Park montre un exemple de l'environnement naturel semi-aride.
Le belvédère d'Hummock Hill offre une large vue sur la ville, le port et la côte.
Whyalla est le lieu de la compétition annuelle de pêche au Pagrus auratus (Australasian snapper). Ceux qui n'ont pas pêché dans un but commercial durant les 12 derniers mois sont invités à tenter leur chance pendant le week-end.

## Éducation

### Écoles primaires
Primary schools in Whyalla include Whyalla Town Primary School, Fisk Street Primary School, Long Street Primary School, Hinks Avenue Primary School, Memorial Oval Primary School, Whyalla Stuart Primary School, and Nicolson Avenue Primary School. Of these Nicolson Avenue (the school formally known as Whyalla West Primary) is the largest, with over 500 students from reception to year 7, and Whyalla Stuart Primary School (the school formally known as Scott Street Primary) is the smallest, with under 90 students. Most other schools have between 150 and 300 students.
There is also the Whyalla Christian School (a ministry of the Whyalla Assembly of God church) and two Catholic schools - St Teresa's and Our Lady Help of Christians. In March 2007 it was announced that these two schools would be merging with St John's College to form a new R-12 school. This school, known as Samaritan College, began operating in 2008, initially remaining on three campuses.

### Écoles secondaires
Public education is provided through the Whyalla Secondary College, which is a loose affiliation of the three government High Schools. The Whyalla Secondary College is composed of Stuart High School, Whyalla High School and Edward John Eyre High School. Stuart High and Whyalla High provide Years 8 to 10, before students complete their SACE at Edward John Eyre High. Edward John Eyre High School celebrates 40 years of operation in 2008.
Private education is provided by Saint John's College, Whyalla, a Catholic secondary school established 17th March 1963 by the Christian Brothers. As of 2008, Saint John's College became one campus of Samaritan College.

### Études supérieures
L'institut Spencer of TAFE (Technical and Further Education), et le Campus de l'Université d'Australie-Méridionale à Whyalla permettent de faire des études supérieures.

## Personnalités liées à la commune
- Carl Veart, ancien joueur australien de Football, qui a effectué plusieurs saisons dans des clubs anglais.
- Robert Shirley, actuellement joueur de football australien (AFL).

## Jumelages
- Texas City (États-Unis)
- Ezhou (Chine)